# مزیارة
مزیارة (به عربی: مزیارة) یک منطقهٔ مسکونی در لبنان است که در استان شمالی لبنان واقع شده‌است.

## خصوصیات
مزیارة ۸۰۰ متر بالاتر از سطح دریا واقع شده‌است.